# У наш час
У наш час (також «За нашого часу») (англ. In our time [ın 'auə 'taım]) — перша збірка оповідань американського письменника  Ернеста Гемінґвея опублікована в  1925 році у видавництві Boni & Liveright. Зміст збірки складають різноманітні за тематикою оповідання, між якими розміщені маленькі уривки, які зазвичай публікуються без заголовків і описують сцени з  війни, боїв биків, тощо. У цій збірці вперше з'являється Нік Адамс — герой, який був частково списаний з самого Гемінґвея, був присутній у багатьох оповіданнях з інших збірок. 
Після публікації збірка була швидко визнана завдяки своєму новому методу написання. Цей метод відзначається більш вільним використанням мови і скупим описом емоцій персонажів та оточуючого світу. Цей, притаманний Гемінґвею, метод пізніше назвуть "методом айсберга". Основні теми оповідань - відчуження, втрати, горе.

## Історія написання та публікації
У 1918 Ернест Гемінґвей побував на італійському фронті як водій швидкої допомоги Червоного Хреста, де він отримав важке поранення під час мінометного вогню. Він провів шість місяців у лікарні Мілана, де він закохався в сестру милосердя Агнес Куровську; пара вже планувала весілля, але згодом Гемінґвей отримав від Агнес листа, де вона писала, що має вийти заміж за італійського офіцера. Ця жінка згодом стане прототипом для головної героїні роману «Прощавай, зброє!» — Кетрін Берклі.
Гемінґвей повернувся в Париж в 1922 році через кілька місяців після одруження на Хедлі Річардсон, як іноземний кореспондент газети Toronto Star, повідомляючи про перебіг греко-турецької війни і спортивних подій в Іспанії та Німеччині. У Парижі він познайомився з Гертрудою Стайн, Езрою Паундом, Скоттом Фіцджеральдом, Джеймсом Джойсом, Меддоксом Фордом і Джоном Дос Пассосом. Езра Паунд прикилав зусиль для просування молодого автора, опублікувавши шість віршів Гемінґвея в журналі Poetry Magazine, a потім запропонував написати декілька оповідань для збірки модерністської літератури, яку збирався незабаром видати. Взагалом дружба з Паундом є важливою віхою у становленні Гемінґвея як письменника.
Шість місяців потому він був відправлений у відрядження для освітлення подій Лозаннської конференції. Під час підготовки репортажів про конференцію Гемінґвей дедалі більше сумнівається в тому, чи варто йому продовжувати кар'єру журналіста. Ввечері він ходив до місцевого бару, де познайомився зі своїм колегою Лінкольном Стеффенсом. Коли Хедлі мала зустрічати Гемінґвей по поверненню з відрядження на вокзалі Гар-де-Леон, де в неї вкрали валізу з усіма рукописами чоловіка, яку вона взяла, щоб показати Стеффенсові. Вона втратила всі рукописи, в тому числі копії. Щоб розвіяти смуток стосовно вкраденої валізи, пара поїхала в Монтре на гірськолижний курорт. Потім це лягло в основу оповідання «Альпійська ідилія».
Під назвою «У наш час» вийшло дві книжки. Перша з них була опублікована в Парижі у 1924 році тиражем 170 примірників. За задумом автора, вона мала дати уявлення «середньому американцю» про трагічне післявоєнне європейське життя. Книжка складалась із вісімнадцяти мініатюр по десять-двалцять рядків кожна. В основному мініатюри виконувалися у формі нарисів військового кореспондента, короткого яскравого репортажу про кориду, тощо. З цих мініатюр шість було надруковано у журналі «Little Rewiew».
В 1925 році збірка оповідань з такою ж назвою вийшла у нью-йоркському видавництві «Bonny&Liveright» тиражем 1335 екземплярів. До нової книжки були включені п'ятнадцять нових оповідань і шістнадцять мініатюр із паризького видання як своєрідні інтермедії. Перша мініатюра відкривала збірку і далі по одній було вміщено після кожної новели. Видання 1925 року починав той самий епіграф, що й у попередньому:
Дівчина з Чикаго: Розкажи нам про француженок, Генк. Які вони?

Білл Сміт: Скільки років француженкам, Генк?
У перевиданні 1930 року він був замінений «Авторським вступом», який у 1938 році був названий «На пристані в Смирні» — розповіддю про загальну народну трагедію, викликану війною. Кінцівка під назвою «L'Envoi» (літературознавчий термін, що означає кінцівку героїчної балади) описує розмову з грецьким королем, який знаходився під домашнім арештом, навпаки, звучить іронічно.

## Характеристика збірки
Збірка названа за рядком молитви: «Даруй нам, боже, мир за нашого часу». Така назва контрастує зі змістом збірки та підкреслює, яким є хистке, ненадійне положення людини в такому страшному і ворожому їй світі. Робота у газетах навчила Гемінґвея стислості, виразності, спостережливості, напруженості оповіді. Все це згодом відбилося у подальшій творчості письменника, зокрема й у збірці «За нашого часу», в якій він намагається якнайповніше відобразити трагічність і безглуздість післявоєнного життя у Європі.
Двоплановість збірки, тобто її суміш із новел і мініатюр, за думкою самого Гемінґвея добре виражають дисонанс і розірваність свідомості людини «втраченого покоління», що його спричинила Перша світова війна. Зміст більшості оповідань, що можна вважати невеликими психологічними нарисами, пов'язані з життям Ніка Адамса — героя, близького автору й за фактами біографії, й за способом сприйняття світу. Загалом, Гемінґвею співзвучні всі його головні персонажі цієї збірки, адже в їхні вуста автор вкладав власні думки.
Нік Адамс — найулюбленіший герой Гемінґвея — з'являється вперше в оповіданні «Індіанське селище» і далі ста є дійовою особою багатьох новел письменника. Як і батько Ніка, Гемінґвей-старший був лікарем, і влутку на берегах озера Валлун,де відпочивала родина, лікував індіанців із ближнього селища. Доктор Гемінґвей так само полюбляв рибалку, полювання та привчав до цього сина. Однак навряд чи можна ототожнювати історію Ніка з біографією його творця. Наприклад, пологи молодий письменник побачив уперше не серед індіанців, а як сам згадує в оповіданні «Про письменництво», — на дорогах Фракії. Особисте враження допомогло надати історії суто американського колориту.

## Зміст збірки
У першому виданні 1924 р. були надруковані лише вісімнадцять мініатюр. У наступному виданні їх було уже шістнадцять і по одній  стояло після кожного оповідання. 1930 року епіграф, що відкривав два попередні видання, було замінено на «Авторський вступ», який вже при перевиданні збірки 1938 року отрисав назву «На пристані в Смирні». З цього моменту звичним став такий зміст збірки: 
- На пристані в Смирні
- I
- Індіанське стійбище
- II
- Лікар і дружина лікаря
- III
- Кінець чогось
- IV
- Триденна буря
- V
- Боєць
- VI
- Дуже коротке оповідання
- VII
- Повернення солдата
- VIII
- Революціонер
- IX
- Містер і місіс Елліоти
- X
- Кішка під дощем
- XI
- Не в сезон
- XII
- Сніг у горах
- XIII
- Мій старий
- XIV
- Велика Двосерда річка. Частина перша
- XV
- Велика Двосерда річка. Частина друга
- L'Envoi

Римськими цифрами позначені мініатюри.

## Мініатюри
У ролі заставок мініатюри були включені до збірки в другому її виданні. На перший погляд, вони не мають між собою майже ніякого зв'язку з оповіданнями, яким вони передують. Деякі дослідник Гемінґвеєвої творчості робили спроби групувати їх за тематикою. Одна з них зроблена І. О. Кашкіним:
1. Перша світова війна. Початковий період війни в 1914 р. на фронтах Бельгії та Франції — в розділах I, III, IV. І кінець війни в 1917-1918 рр. на італо-австрійському фронті — розділи VI і VII.
2. Греко-турецька війна 1921-1922 рр. і грецький палацовий переворот 1922 р. у Вступі, в розділах II, V і в «L'Envoi». Тут показано евакуацію греками Східної Фракії, розстріл шести міністрів — ініціаторів війни і винуватців поразки Греції, і , нарешті, інтерв'ю з екс-королем Контантином, скинутим внаслідок перевороту.
3. Провінційне життя в США за спогадами про газетярську роботу в Канзас-Сіті — в розділах VIII і XV.
4. Бої биків в Іспанії в розділах IX, X, XI, XII, XIII, XIV.